# FIVE NEW OLD
FIVE NEW OLD（ファイブ・ニュー・オールド）は、日本のロックバンド。バイリンガルヴォーカリスト・HIROSHIの歌唱力とライブパフォーマンスを筆頭に、80sやオルタナティブロックから影響を受けた精度の高いサウンドメイクで幅広い層から支持を得ているロックバンド。
バンドコンセプトは「ONE MORE DRIP」（日常にアロマオイルの様な彩りを）。略称は「FiNO」（フィノ）、ファンダムネームは「FiNO Crew」（フィノ クルー）。

## 概要

### 音楽性
ポップ・パンクバンドとしてキャリアをスタートしたが、楽曲「Hole」をきっかけにブラックミュージック、R&B、ゴスペルなど多様なエッセンスが取り入れられた音楽性へ変化。
HIROSHI（Vo）が幼少期から洋楽や洋画に触れ、英語に強い憧れを持っていたため、楽曲は基本的に英語で歌詞が綴られているが、「自分達の思いをより分かりやすく伝えたい」という思いから、近年では日本語詞の楽曲も増えてきている。

### "ONE MORE DRIP"
FIVE NEW OLDは、「ONE MORE DRIP（日常にアロマオイルのような彩りを）」をバンドコンセプトとして掲げている。このことについてHIROSHIは、「僕たちは『日常に華を添える』とか『何気ない空間をドラマチックに変える』ということを常に考えていて、ティータイムにジャズを聴いたらオシャレな気分になるし、クラシックを聴いたら優雅な気分になったり、音楽にはそうやって空間を装飾する力がある。それと同じように、FIVE NEW OLDの音楽から好きなものを選んでもらって、自分のスタイルを仕上げてもらいたいと思う。」と語っている。

### バンド結成まで
2010年頃、HIROSHI（Vo）が組んでいたバンドとHAYATO（Dr）が組んでいたバンドとの対バンをきっかけに、HAYATOがHIROSHIをバンドに勧誘。HIROSHIは大学卒業後は就職するつもりだったが、ひとまず一緒にスタジオに入ってみたところ、HAYATOの出す音から真剣さが伝わってきたため、WATARU（Gt,Kb）も一緒ならという条件でFIVE NEW OLDを結成した。

### バンド名の由来
HIROSHI曰く、バンド名には特に意味はなく言葉の響きで名付けられた。しかし「FIVEとは五感の事を指しているのか」「NEW OLDとは古今を問わない音楽を表しているのか」などの質問を受けるうちに「周囲がバンド名に意味を与えてくれた」と感じるようになったとも語っている。

### その他
- ガレージをDIYして造ったプライベートスタジオ「Fino Studio Tokyo」にて制作等を行っている[1][11]。
- ライヴでは学割を実施している[12]。

## メンバー

### HIROSHI
- 12月9日生まれ[13]
- ボーカル、ギターを担当。
- 作詞を担当。その際の名義はHiroshi Nakahara。
- 旧名義はHiroshi Nakahara。
- 兵庫県伊丹市出身[14]。
- 英語の発音は流暢だが、帰国子女ではない[9]。
- ドラマ「3Bの恋人」にて俳優デビュー[15]。

| 発売日         | タイトル                                            | アーティスト         | 担当                   | 初収録作                                   |
| -------------- | --------------------------------------------------- | -------------------- | ---------------------- | ------------------------------------------ |
| 2018年10月31日 | ふたりのOrion                                       | Rihwa                | バックボーカル         | アルバム『WILD INSIDE』                    |
| 2019年8月7日   | Die Twice                                           | Stamp                | フィーチャリングゲスト | Stamp「EKAMAI DREAM 1」                    |
| 2020年6月10日  | Run                                                 | FlowBack             | 作詞                   | EP『Connect』                              |
| 2021年11月4日  | insomnia                                            | ELAIZA               | 作詞                   | アルバム『失楽園』                         |
| 2022年1月5日   | Takes Two                                           | SixTONES             | 作詞                   | アルバム『CITY』                           |
| 2022年4月7日   | I Wanna Be Your Lover                               | 許魏洲・FIVE NEW OLD | 作詞                   | 配信シングル「I Wanna Be Your Lover」      |
| 2022年6月1日   | Hello New Sekai                                     | 荒井麻珠             | 作曲                   | アルバム『声』                             |
| 2023年3月21日  | ウィークエンド・ランデブー                          | Qnel・HIROSHI        | フィーチャリングゲスト | 配信シングル「ウィークエンド・ランデブー」 |
| 2024年4月10日  | SUPERBLOOM feat. 日向ハル（フィロソフィーのダンス） | 月刊偶像             | 作詞                   | 配信シングル「SUPERBLOOM」                 |
| 2024年10月30日 | Another Love                                        | all at once          | 作詞                   | 配信シングル「Another Love」               |

### WATARU
- 12月18日生まれ[16]
- ギター、キーボードを担当。
- 旧名義はWataru Omori。
- 兵庫県伊丹市出身[14]。

| 発売日        | タイトル           | アーティスト | 担当                 | 初収録作                           |
| ------------- | ------------------ | ------------ | -------------------- | ---------------------------------- |
| 2022年6月1日  | Hello New Sekai    | 荒井麻珠     | 作曲                 | アルバム『声』                     |
| 2023年3月10日 | タイムラグ！       | WurtS        | シンセプログラミング | 配信シングル「タイムラグ！」       |
| 2023年5月24日 | ベストエンディング | キズナ       | 作曲・編曲           | 配信シングル「ベストエンディング」 |
| 2023年5月26日 | ミッドナイトダンス | 由薫         | シンセプログラミング | EP『Alone Together』               |
| 2024年5月29日 | boyFriend          | asmi         | 編曲                 | アルバム『リボン』                 |

サポートミュージシャンとしての参加
- asmi

### SHUN
- 3月21日生まれ[17]
- ベースを担当。
- 2018年7月6日に加入[18]。
- バンド「A.F.R.O」のベーシストでもある。
- 別名義は春日俊亮、Shunsuke Kasuga。
- 北海道札幌市出身[19]。
- 作詞家、作曲家、編曲家としても活動しており、GReeeN、関ジャニ∞、Number_i、ももいろクローバーZ、Superfly、Adoといったアーティストの楽曲に参加している。

| 発売日         | タイトル                                 | アーティスト            | 担当                 | 初収録作                                         |
| -------------- | ---------------------------------------- | ----------------------- | -------------------- | ------------------------------------------------ |
| 2016年2月24日  | 笑顔                                     | GReeeeN                 | 編曲                 | シングル「夢」                                   |
| 2016年3月30日  | 始まりの歌                               | GReeeeN                 | 編曲                 | シングル「始まりの唄」                           |
| 2016年7月27日  | beautiful days                           | GReeeeN                 | 編曲                 | シングル「beautiful days」                       |
| 2016年7月27日  | ハイタッチ！！！！                       | GReeeeN                 | 編曲                 | シングル「beautiful days」                       |
| 2016年8月9日   | Creaction                                | アキシブproject         | 編曲                 | シングル「Summer☆Summer/セツナツリ」             |
| 2016年9月14日  | 遠くの空 指さすんだ                      | GReeeeN                 | 編曲                 | アルバム『縁』                                   |
| 2016年9月14日  | Holiday!                                 | GReeeeN                 | 編曲                 | アルバム『縁』                                   |
| 2016年11月9日  | 俺のラブソング                           | ぱんち☆ゆたか           | 作曲・編曲           | EP『ぱんち☆らいん』                              |
| 2016年11月9日  | さすらい☆ぱんち                          | ぱんち☆ゆたか           | 作曲・編曲           | EP『ぱんち☆らいん』                              |
| 2016年11月9日  | 未熟者の詩                               | ぱんち☆ゆたか           | 作曲・編曲           | EP『ぱんち☆らいん』                              |
| 2016年11月9日  | 俺を見ろ                                 | ぱんち☆ゆたか           | 作曲・編曲           | EP『ぱんち☆らいん』                              |
| 2016年11月9日  | ド根性伝説!!                             | ぱんち☆ゆたか           | 作曲・編曲           | EP『ぱんち☆らいん』                              |
| 2016年12月14日 | 星の降る夜に                             | whiteeeen               | 編曲                 | アルバム『ゼロ恋』                               |
| 2017年1月23日  | 声                                       | グリーンボーイズ        | 編曲                 | シングル「グリーンボーイズ」                     |
| 2017年4月18日  | まだガキだけど                           | メロフロート            | 作曲・編曲           | シングル「ミチシルベ」                           |
| 2017年4月18日  | まっすぐに                               | ぱんち☆ゆたか           | 作曲・編曲           | シングル「まっすぐに」                           |
| 2017年4月18日  | イチビROCK                               | ぱんち☆ゆたか           | 作曲・編曲           | シングル「まっすぐに」                           |
| 2017年6月21日  | By Your Side                             | FIVE NEW OLD            | サウンドプロデュース | EP『BY YOUR SIDE EP』                            |
| 2017年6月28日  | Jumping Camping!!!!                      | CARAT                   | 作曲・編曲           | シングル「Jumping Camping!!!!」                  |
| 2017年6月28日  | Be you                                   | CARAT                   | 作曲・編曲           | シングル「Jumping Camping!!!!」                  |
| 2017年7月26日  | きれいになぁれ                           | メロフロート            | 作曲・編曲           | 配信シングル「きれいになぁれ」                   |
| 2017年8月1日   | 君と                                     | デリバリーボーイズ      | 作曲・編曲           | シングル「君と」                                 |
| 2017年8月1日   | FIRE                                     | デリバリーボーイズ      | 作曲・編曲           | シングル「君と」                                 |
| 2017年8月1日   | D.B.Z                                    | デリバリーボーイズ      | 作曲・編曲           | シングル「君と」                                 |
| 2017年9月6日   | ON THE ROAD                              | メロフロート            | 作曲                 | アルバム『ON THE ROAD』                          |
| 2017年9月6日   | 好きなんだ                               | メロフロート            | 作曲・編曲           | アルバム『ON THE ROAD』                          |
| 2017年9月29日  | balance                                  | みゆはん                | 編曲                 | ミニアルバム『リスキーシフト』                   |
| 2017年9月29日  | 化け猫ワルツ                             | みゆはん                | 編曲                 | ミニアルバム『リスキーシフト』                   |
| 2017年11月15日 | 僕だからこそ君にあげられるもの           | メロフロート            | 作曲・編曲           | シングル「僕は走り続ける」                       |
| 2018年1月31日  | Sunshine                                 | FIVE NEW OLD            | ベース演奏           | アルバム『Too Much Is Never Enough』             |
| 2018年1月31日  | Ghost In My Place (Album Ver.)           | FIVE NEW OLD            | ベース演奏           | アルバム『Too Much Is Never Enough』             |
| 2018年1月31日  | Gold Plate                               | FIVE NEW OLD            | ベース演奏           | アルバム『Too Much Is Never Enough』             |
| 2018年1月31日  | Dance With Misery                        | FIVE NEW OLD            | ベース演奏           | アルバム『Too Much Is Never Enough』             |
| 2018年1月31日  | Good Life                                | FIVE NEW OLD            | ベース演奏           | アルバム『Too Much Is Never Enough』             |
| 2018年1月31日  | My Sacred Chamber                        | FIVE NEW OLD            | ベース演奏           | アルバム『Too Much Is Never Enough』             |
| 2018年1月31日  | Halfway Home                             | FIVE NEW OLD            | ベース演奏           | アルバム『Too Much Is Never Enough』             |
| 2018年1月31日  | Young & Dumb                             | FIVE NEW OLD            | ベース演奏           | アルバム『Too Much Is Never Enough』             |
| 2018年1月31日  | Gateway                                  | FIVE NEW OLD            | 編曲・ベース演奏     | アルバム『Too Much Is Never Enough』             |
| 2018年2月7日   | アリアリガトウ                           | GReeeeN                 | ベース演奏           | シングル「ハローカゲロウ」                       |
| 2018年2月21日  | SCARLET NOVA                             | SUNLITE                 | 作曲・編曲           | シングル「SCARLET NOVA」                         |
| 2018年2月21日  | fallin×fallin                            | SUNLITE                 | 作曲・編曲           | シングル「SCARLET NOVA」                         |
| 2018年4月4日   | ポポポポポーズ                           | いないいないばあっ！    | ベース演奏           | 配信シングル「ポポポポポーズ」                   |
| 2018年4月11日  | 僕の唄                                   | GReeeeN                 | 編曲                 | アルバム『うれD』                                |
| 2018年4月11日  | 超・風                                   | GReeeeN                 | ベース演奏           | アルバム『うれD』                                |
| 2018年4月11日  | 声 ～koe2018～                           | GReeeeN                 | ベース演奏           | アルバム『うれD』                                |
| 2018年4月25日  | 心配ないよ                               | ぱんち☆ゆたか           | 作曲・編曲           | シングル「あなたに贈る歌」                       |
| 2018年4月25日  | 君はもういない                           | ぱんち☆ゆたか           | 作曲・編曲           | シングル「あなたに贈る歌」                       |
| 2018年4月25日  | HAJIKERO                                 | ぱんち☆ゆたか           | 作曲・編曲           | シングル「あなたに贈る歌」                       |
| 2018年5月23日  | モラトリアム                             | 焚吐                    | 編曲                 | ミニアルバム『呪いが解けた日』                   |
| 2018年5月23日  | 返してよ                                 | 焚吐                    | 編曲                 | ミニアルバム『呪いが解けた日』                   |
| 2018年5月23日  | 時速40000kmの孤独                        | 焚吐                    | ベース演奏           | ミニアルバム『呪いが解けた日』                   |
| 2018年5月23日  | コントロール・ミー                       | 焚吐                    | ベース演奏           | ミニアルバム『呪いが解けた日』                   |
| 2018年6月25日  | 超えて                                   | No title                | ベース演奏           | 配信シングル「超えて」                           |
| 2018年7月4日   | 続・化け猫ワルツ                         | みゆはん                | 編曲                 | アルバム『ひきこもり情報弱者』                   |
| 2018年7月4日   | イーブイマーチ★                          | みゆはん                | 編曲                 | アルバム『ひきこもり情報弱者』                   |
| 2018年7月4日   | からくりピエロ                           | みゆはん                | ベース演奏           | アルバム『ひきこもり情報弱者』                   |
| 2018年7月25日  | Puzzle                                   | SUNLITE                 | 作曲・編曲           | シングル「Puzzle」                               |
| 2018年7月25日  | baby I'm lonely                          | SUNLITE                 | 作曲・編曲           | シングル「Puzzle」                               |
| 2018年10月9日  | 未完成                                   | 横浜流星                | 作曲・編曲           | シングル「今日もいい天気/未完成」                |
| 2018年10月31日 | 貧乏                                     | 吉田山田                | ベース演奏           | アルバム『欲望』                                 |
| 2018年10月31日 | 贈る言葉                                 | GReeeeN                 | ベース演奏           | シングル「贈る言葉」                             |
| 2018年10月31日 | カワリバンコハンブンコ                   | GReeeeN                 | 編曲                 | シングル「贈る言葉」                             |
| 2018年11月14日 | VANISH BOUNCE                            | SUNLITE                 | 作曲・編曲           | シングル「VANISH BOUNCE」                        |
| 2018年11月14日 | This is my answer                        | SUNLITE                 | 作曲・編曲           | シングル「VANISH BOUNCE」                        |
| 2018年11月14日 | melody                                   | SUNLITE                 | 作曲・編曲           | シングル「VANISH BOUNCE」                        |
| 2018年11月14日 | ねがいごと                               | No title                | ベース演奏           | 配信シングル「ねがいごと」                       |
| 2019年1月9日   | 一緒にいこう                             | GReeeeN                 | ベース演奏           | 配信シングル「一緒にいこう」                     |
| 2019年3月20日  | LCR                                      | みゆはん                | 編曲                 | アルバム『闇鍋』                                 |
| 2019年3月20日  | 青い鳥                                   | みゆはん                | 編曲                 | アルバム『闇鍋』                                 |
| 2019年3月20日  | ストラト                                 | みゆはん                | ベース演奏           | アルバム『闇鍋』                                 |
| 2019年3月20日  | 初恋                                     | ぱんち☆ゆたか           | 作曲・編曲           | アルバム『パンチ佐藤じゃねえ!!』                 |
| 2019年3月20日  | スケバン少女P子                          | ぱんち☆ゆたか           | 作曲・編曲           | アルバム『パンチ佐藤じゃねえ!!』                 |
| 2019年3月20日  | 少年                                     | ぱんち☆ゆたか           | 作曲・編曲           | アルバム『パンチ佐藤じゃねえ!!』                 |
| 2019年3月20日  | 片想い                                   | ぱんち☆ゆたか           | 作曲・編曲           | アルバム『パンチ佐藤じゃねえ!!』                 |
| 2019年3月20日  | でれえやべえ！ぼっけえ！すげえ！2019.ver | ぱんち☆ゆたか           | 編曲                 | アルバム『パンチ佐藤じゃねえ!!』                 |
| 2019年3月20日  | キミニトドケ2019.ver                     | ぱんち☆ゆたか           | 編曲                 | アルバム『パンチ佐藤じゃねえ!!』                 |
| 2019年4月3日   | バンバンザイ                             | いないいないばあっ！    | ベース演奏           | 配信シングル「バンバンザイ」                     |
| 2019年4月17日  | ノスタルジア                             | GReeeeN                 | 編曲                 | 配信シングル「ノスタルジア」                     |
| 2019年4月23日  | 星が降る夜なら                           | No title                | ベース演奏           | 配信シングル「星が降る夜なら」                   |
| 2019年5月15日  | Restart                                  | アキシブproject         | 作詞・作曲・編曲     | アルバム『AKISHIBU THE BEST』                    |
| 2019年5月15日  | Creaction (2019ver.)                     | アキシブproject         | 作詞・作曲・編曲     | アルバム『AKISHIBU THE BEST』                    |
| 2019年5月22日  | No me                                    | みゆはん                | 編曲                 | シングル「エチュード」                           |
| 2019年5月22日  | エチュード                               | みゆはん                | ベース演奏           | シングル「エチュード」                           |
| 2019年5月22日  | 君と僕のラブストーリー〈メロコアver.〉   | みゆはん                | ベース演奏           | シングル「エチュード」                           |
| 2019年9月25日  | 2/7の順序なき純情                        | GReeeeN                 | 編曲                 | アルバム『第九』                                 |
| 2019年9月25日  | 元気ですか                               | GReeeeN                 | ベース演奏           | アルバム『第九』                                 |
| 2020年1月22日  | DON'T GET IT                             | Rihwa                   | 編曲                 | アルバム『WHO YOU R』                            |
| 2020年1月22日  | c o l d                                  | Rihwa                   | 編曲                 | アルバム『WHO YOU R』                            |
| 2020年1月22日  | キスは無理                               | みゆはん                | 編曲                 | アルバム『ぷ』                                   |
| 2020年1月22日  | 貴重なタンパク源です                     | みゆはん                | 編曲                 | アルバム『ぷ』                                   |
| 2020年1月22日  | 綺麗になったよ                           | みゆはん                | ベース演奏           | アルバム『ぷ』                                   |
| 2020年1月22日  | 一年半の僕ら                             | みゆはん                | ベース演奏           | アルバム『ぷ』                                   |
| 2020年4月29日  | あの日見た空                             | VOYZ BOY                | ベース演奏           | アルバム『ARRIVAL OF VOYZ BOY』                  |
| 2020年7月29日  | ダカランド                               | いないいないばあっ！    | 編曲                 | 配信シングル「ダカランド」                       |
| 2021年1月19日  | おまじない                               | GReeeeN                 | 編曲                 | アルバム『ボクたちの電光石火』                   |
| 2021年1月19日  | たそがれトワイライト                     | GReeeeN                 | 編曲                 | アルバム『ボクたちの電光石火』                   |
| 2021年1月19日  | 半透明                                   | GReeeeN                 | 編曲                 | アルバム『ボクたちの電光石火』                   |
| 2021年1月19日  | ゆらゆら                                 | GReeeeN                 | ベース演奏           | アルバム『ボクたちの電光石火』                   |
| 2021年2月17日  | HIDE YOU                                 | STAMP                   | 編曲                 | 配信シングル「HIDE YOU」                         |
| 2021年2月24日  | 背番号                                   | ももいろクローバーZ     | 編曲                 | アルバム『田中将大』                             |
| 2021年3月3日   | beautiful star                           | VOYZ BOY                | ベース演奏           | シングル「GALAXY/Re-write」                      |
| 2021年3月3日   | 手を繋ごう                               | VOYZ BOY                | ベース演奏           | シングル「GALAXY/Re-write」                      |
| 2021年3月4日   | 蕾                                       | GReeeeN                 | ベース演奏           | 配信シングル「蕾」                               |
| 2021年4月7日   | なんだかな                               | 高橋玄                  | ベース演奏           | アルバム『あるばむ おさるのうた』                |
| 2021年4月7日   | 生きていれば                             | 高橋玄                  | ベース演奏           | アルバム『あるばむ おさるのうた』                |
| 2021年4月7日   | あんなこと                               | 高橋玄                  | ベース演奏           | アルバム『あるばむ おさるのうた』                |
| 2021年5月3日   | 蕾 -Orchestra ver.-                      | GReeeeN                 | ベース演奏           | 配信シングル「蕾 -Orchestra ver.-」              |
| 2021年5月26日  | たけてん                                 | GReeeeN                 | 編曲・ベース演奏     | 配信シングル「たけてん」                         |
| 2021年7月31日  | ワガママHOLiDAY                          | MyDearDarlin'           | 編曲・ベース演奏     | シングル「ワガママHOLiDAY」                      |
| 2021年8月4日   | テトテトテトテトテ                       | いないいないばあっ！    | 編曲                 | 配信シングル「テトテトテトテトテ」               |
| 2021年10月20日 | 下克上 -改-                              | みゆはん                | 編曲・ベース演奏     | アルバム『かいこ』                               |
| 2021年10月20日 | MOJI MOJI -改-                           | みゆはん                | ベース演奏           | アルバム『かいこ』                               |
| 2021年10月20日 | 脳内リピートエンドレスソング             | みゆはん                | ベース演奏           | アルバム『かいこ』                               |
| 2021年10月20日 | 鳴り止まない着信音の中で                 | みゆはん                | ベース演奏           | アルバム『かいこ』                               |
| 2021年11月8日  | insomnia                                 | ELAIZA                  | 作曲                 | アルバム『失楽園』                               |
| 2021年11月8日  | 惑星                                     | ELAIZA                  | 作曲・編曲           | アルバム『失楽園』                               |
| 2021年12月22日 | トーキョーガール                         | MyDearDarlin'           | 編曲・ベース演奏     | アルバム『Dearest』                              |
| 2021年12月22日 | My Dear                                  | MyDearDarlin'           | ベース演奏           | アルバム『Dearest』                              |
| 2021年12月22日 | 一生涯オリジナリティ                     | MyDearDarlin'           | ベース演奏           | アルバム『Dearest』                              |
| 2021年12月22日 | ナノLOVE                                 | MyDearDarlin'           | ベース演奏           | アルバム『Dearest』                              |
| 2021年12月22日 | Doki Doki ロングバケーション!!!          | MyDearDarlin'           | ベース演奏           | アルバム『Dearest』                              |
| 2021年12月22日 | 七転八起ドリーマー                       | MyDearDarlin'           | ベース演奏           | アルバム『Dearest』                              |
| 2022年1月26日  | 会いたくて                               | Ado                     | ベース演奏           | アルバム『狂言』                                 |
| 2022年2月23日  | 未来話                                   | 三浦風雅                | ベース演奏           | シングル「未来話」                               |
| 2022年3月4日   | True Colors                              | NOA                     | ベース演奏           | シングル「True Colors」                          |
| 2022年6月1日   | イマジナリーフレンド                     | 荒井麻珠                | 編曲                 | アルバム『声』                                   |
| 2022年6月1日   | honesty                                  | 荒井麻珠                | 編曲                 | アルバム『声』                                   |
| 2022年6月1日   | Hello New Sekai                          | 荒井麻珠                | 編曲                 | アルバム『声』                                   |
| 2022年6月22日  | 惑星 (SHUN REMIX)                        | ELAIZA                  | リミックス           | アルバム『失楽園 (DELUXE version)』              |
| 2022年8月19日  | 味方                                     | GReeeeN                 | 編曲                 | 配信シングル「味方」                             |
| 2022年12月9日  | Wishes Come True - Band Arrange          | 荒井麻珠                | 編曲・ベース演奏     | 配信シングル「Wishes Come True - Band Arranged」 |
| 2022年12月21日 | Morning Glory                            | GReeeeN                 | ベース演奏           | アルバム『ロッキンビーツ』                       |
| 2022年12月21日 | 花束                                     | GReeeeN                 | ベース演奏           | アルバム『ロッキンビーツ』                       |
| 2023年1月14日  | 雷鳴                                     | 大宮陽和                | ベース演奏           | EP『酸いも甘いも青も春も』                       |
| 2023年1月14日  | 真白の空                                 | 大宮陽和                | ベース演奏           | EP『酸いも甘いも青も春も』                       |
| 2023年2月3日   | 計画的プラトニック                       | 荒井麻珠                | ベース演奏           | 配信シングル「計画的プラトニック/To You」        |
| 2023年2月3日   | To You                                   | 荒井麻珠                | ベース演奏           | 配信シングル「計画的プラトニック/To You」        |
| 2023年3月1日   | またね☆                                  | いないいないばあっ！    | 編曲                 | 配信シングル「またね☆」                          |
| 2023年3月29日  | グリーンピース                           | GReeeeN                 | 編曲・ベース演奏     | 配信シングル「グリーンピース」                   |
| 2023年3月29日  | みゆーじっくはんえい祭                   | みゆはん                | ベース演奏           | 映像作品『みゆーじっくはんえい祭』               |
| 2023年5月9日   | LIFE                                     | GReeeeN                 | 編曲・ベース演奏     | 配信シングル「LIFE」                             |
| 2023年5月24日  | Mr.Cooper                                | Superfly                | ベース演奏           | アルバム『Heat Wave』                            |
| 2023年6月23日  | =                                        | 神谷浩史+小野大輔       | ベース演奏           | シングル「=」                                    |
| 2023年6月23日  | U&ME                                     | 神谷浩史+小野大輔       | 編曲                 | シングル「=」                                    |
| 2023年7月19日  | やっほー☆                                | いないいないばあっ！    | 編曲                 | 配信シングル「やっほー☆」                        |
| 2023年8月9日   | 大再生                                   | 関ジャニ∞               | 作曲・編曲           | シングル「オオカミと彗星」                       |
| 2023年11月5日  | Merry Go Round                           | IVCJCT from Prime Stone | 作曲・編曲           | 配信シングル「Merry Go Round」                   |
| 2024年1月1日   | GOAT                                     | Number_i                | 作詞・作曲・編曲     | 配信シングル「GOAT」                             |
| 2024年1月24日  | Back 2 The Kids                          | 関ジャニ∞               | 編曲                 | シングル「アンスロポス」                         |
| 2024年3月6日   | Midnight City                            | Number_i                | 作詞・編曲           | シングル「GOAT」                                 |
| 2024年3月6日   | FUJI                                     | Number_i                | 作詞・編曲           | シングル「GOAT」                                 |
| 2024年4月7日   | ピポ                                     | 肉チョモランマ          | 編曲                 | アルバム『怪獣』                                 |
| 2024年5月27日  | No-Yes                                   | Number_i                | 作曲・編曲           | ミニアルバム『No.O -ring-』                      |
| 2024年5月27日  | Banana (Take It Lazy)                    | Number_i                | 作詞・作曲・編曲     | ミニアルバム『No.O -ring-』                      |
| 2024年5月29日  | 愛唄 Studio Live ver.                    | GRe4N BOYZ              | 編曲                 | 配信シングル「愛唄 Studio Live ver.」            |
| 2024年6月5日   | グルグルブンブン                         | いないいないばあっ！    | 編曲                 | 配信シングル「グルグルブンブン」                 |
| 2024年6月19日  | Utopia                                   | ELAIZA                  | 作曲・編曲           | 配信シングル「Utopia」                           |
| 2024年7月31日  | HAPPY                                    | SUPER EIGHT             | 作曲・編曲           | アルバム『SUPER EIGHT』                          |
| 2024年8月19日  | INZM                                     | Number_i                | 作曲・編曲           | 配信シングル『INZM』                             |
| 2024年9月23日  | なんかHEAVEN                             | Number_i                | 作曲・編曲           | アルバム『No.I』                                 |
| 2024年9月23日  | JELLY                                    | Number_i                | 作曲・編曲           | アルバム『No.I』                                 |
| 2024年9月23日  | INZM - Hyper Band Ver.                   | Number_i                | 作曲・編曲           | アルバム『No.I』                                 |
| 2024年9月23日  | Numbers                                  | Number_i                | 作曲                 | アルバム『No.I』                                 |
| 2024年9月23日  | Recipe                                   | Number_i                | 作詞                 | アルバム『No.I』                                 |
| 2024年10月18日 | ギミギミ                                 | cono                    | 作曲・編曲           | 配信シングル「ギミギミ」                         |
| 2024年11月20日 | What the “XXXX” (Album Ver.)             | GRe4N BOYZ              | ベース演奏           | アルバム『あっ、ども。あらためまして。』         |
| 2024年11月20日 | キセキ (GRe4N BOYZ Ver.)                 | GRe4N BOYZ              | 編曲                 | アルバム『あっ、ども。あらためまして。』         |
| 2024年12月2日  | HIRAKEGOMA                               | Number_i                | 作曲・編曲           | アルバム『No.I (Deluxe)』                        |
| 2025年1月27日  | GOD_i                                    | Number_i                | 作曲・編曲           | 配信シングル「GOD_i」                            |

サポートミュージシャンとしての参加
- みゆはん
- claquepot

### HAYATO
- 7月20日生まれ[20]
- バンドのリーダーを務める[21]。
- ドラムスを担当。
- 旧名義はHayato Maeda。
- 兵庫県加古川市出身[19][22]

### 元メンバー
YOSHIAKI
- 11月12日生まれ[23]
- ベースを担当していた。
- 2017年7月12日に脱退[24]。
- 旧名義はYoshiaki Nakai。

## 来歴

### 2010年 - 2015年
2010年
- 兵庫県神戸市にて結成[25]。
- 10月、初のDEMO「She’s The Only One Who Makes Me Rash」を製作し500枚を完売させる[26]。

2012年
- 6月13日、初音源『LOVESICK』をTWILIGHT RECORDSが新設したレーベルOCTAVE RECORDSの第1弾アーティストとしてリリース[27][28]。

2013年
- エイベックス傘下のレーベル「maximum10」によるコンピレーション・アルバム『MAYDIE!!』に楽曲「LIGHTS AND VAGRANT」で参加[29][30]。

2014年
- 10月2日、500枚限定シングル「HOLE」をライブ会場で販売し2ヶ月で完売[26][31]。

2015年
- 6月24日、アルバム『LISLE'S NEON』をリリース[32][33]。
- 8月22日から10月31日まで、ライブツアー「LISLE'S NEON TOUR 2015」を開催[34]。

### 2016年 - 2020年
2016年
- 6月8日、EP『Ghost In My Place EP』をリリース[35]。
- 6月18日から8月4日まで、ライブツアー「"Ghost In My Place EP" Release TOUR」を開催[36]。

2017年
- 1月11日、EP『WIDE AWAKE EP』をリリース[37]。
- 1月13日から3月4日まで、ライブツアー「WIDE AWAKE TOUR」を開催[38][39]。
- 6月21日、EP『BY YOUR SIDE EP』をトイズファクトリーよりリリースし、メジャー・デビュー[40][41]。
- 7月12日、YOSHIAKI（Ba）が脱退[24]。
- 7月21日から8月27日まで、ライブツアー「BY YOUR SIDE TOUR」を開催[42]。

2018年
- 1月31日、メジャー1枚目のアルバム『Too Much Is Never Enough』をリリース[43]。
- 2月4日から4月14日まで、ライブツアー「Too Much Is Never Enough Tour」を開催[43]。
- 7月6日、サポートメンバーとして活動していたSHUN（Ba）が正式メンバーとして加入[18]。
- 9月19日、EP『For A Lonely Heart』をリリース[44]。
- 9月30日から11月18日まで、初となる全国ワンマンツアー「ONE MAN TOUR 2018 "ONE MORE DRIP"」を開催[45]。

2019年
- 1月25日、ライブ・アルバム『Current Location Concert - SKY CIRCUS Sunshine60 Observatory Session -』をリリース[46]。
- 3月13日、EP『WHAT'S GONNA BE?』をリリース[47]。
- 4月5日から5月25日まで、台湾、中国、タイ、日本を巡る初の海外ツアー「ASIA TOUR 2019」を開催[48]。
- 9月11日、メジャー2枚目のアルバム『Emulsification』をリリース[49]。
- 9月22日から11月29日まで、ライブツアー「"Emulsification" Tour」を開催[50]。

2020年：結成10周年
- 1月、マネジメントレーベルをワーナーミュージック・ジャパンへ移籍[51]。
- 4月17日、オフィシャルモバイルファンクラブ「Fino Crew Studio」をオープン[52]。
- 7月17日、レーベル移籍第1弾となるデジタルシングル「Vent」をリリース[53]。
- 9月25日、デジタルシングル「Don't Be Someone Else」をリリース[54]。
- 12月18日、デジタルシングル「Chemical Heart (feat. Masato from coldrain)」をリリース[55]。

### 2021年 - 2025年
2021年
- 1月22日、デジタルシングル「Hallelujah」をリリース[56]。
- 3月19日、アルバム『MUSIC WARDROBE』より「Breathin'」を先行配信[57]。
- 4月7日、メジャー3枚目のアルバム『MUSIC WARDROBE』をリリース[58]。同日に生配信ライブ「NIGHT WARDROBE」を開催[59]。
- 4月9日から5月16日まで、ライブツアー「"MUSIC WARDROBE" Tour」を開催[58]。
- 7月23日と10月27日に結成10周年を記念した[注釈 2]ライブ「10th(+1) Anniversary Live "5 will give you 10(+1)"」を開催[61]。
- 7月28日、配信限定EP『Summertime EP』をリリース。翌日にリリースイベント「"Summertime EP" Release One Man TIE-DYE LIVE SHOW」を開催[62]。

2022年
- 2月18日、デジタルシングル「Rhythm of Your Heart」をリリース[63]。
- 4月29日、デジタルシングル「Happy Sad」をリリース[64]。
- 4月29日から6月17日まで、ライブツアー「Departure Tour」を開催[64][65]。
- 7月22日、アルバム『Departure : My New Me』より「Perfect Vacation」を先行配信[66]。
- 9月21日、メジャー4枚目のアルバム『Departure : My New Me』をリリース[67]。
- 10月6日から11月24日までライブツアー「My New Me Tour」を開催[67]。

2023年
- 7月2日、結成13周年を記念したワンマンライブ『13th Anniversary One Man Live "Painting The Town"』をLINE CUBE SHIBUYAにて開催した。同会場では2020年に結成10周年を祝したワンマンライブを開催予定であったが、新型コロナウイルスの影響を受け、延期の末中止されていたため、3年越しのリベンジ公演となった[68]。
- 11月10日、デジタルシングル「Kiss Me, Winter」をリリース[69]。
- 11月11日から12月17日まで、ライブツアー「"Painting Your Town" Tour」を開催[70]。

2024年
- 1月9日、デジタルシングル「Showdown」をリリース[71]。
- 6月26日、デジタルシングル「Touhikou」をリリース[72]。
- 7月7日、Zepp Shinjukuにてワンマンライブ「fino crewsing」を開催[73]。前日には、渋谷Amazon Music Studio Tokyoにて前夜祭「”fino crewsing” pre party」が開催された[74]。
- 7月8日、オフィシャルファンクラブ「FiNO Crew Studio」がリニューアル[75]。
- 8月8日、2025年に結成15周年を迎えることを記念した企画「FiNO is」の始動を発表[76]。9日には企画の第1弾として楽曲「Liberty」を再録した「Liberty (feat. ODD Foot Works) [Re-Recorded]」を配信リリースした[77]。
- 9月13日には、メジャー2ndアルバム『Emulsification』の発売5周年を記念したアルバ再現ライブ「"Emulsification” 5th Anniversary Show」を開催[78]。
- 11月3日から11月24日まで、全国4箇所を巡る全国ツアー「fino crewsing tour」を開催[78]。

2025年：結成15周年
- 3月19日、結成15周年イヤーのキックオフ公演として、東京・恵比寿ガーデンホールにてワンマンライブ「15th Anniversary Show『FiNO is』」を開催予定[79]。また同日、自信初となるベストアルバム『FiNO is』をリリース予定[80]。6月1日から8月3日まで、ベストアルバムを引っ提げた全15公演からなるツアー「15th Anniversary Tour『FiNO is』」を開催予定[80]。

## ディスコグラフィー

### 配信限定シングル
| 発売日         | タイトル                                                                               |
| -------------- | -------------------------------------------------------------------------------------- |
| 2018年07月20日 | Liberty (feat. 踊Foot Works) [Recorded in the Red Bull Music Studios Tokyo]            |
| 2018年07月20日 | Black & Blue (Recorded in the Red Bull Music Studios Tokyo)                            |
| 2018年07月20日 | Gold Plate (feat. MONJOE [DATS/yahyel]) [Recorded in the Red Bull Music Studios Tokyo] |
| 2018年07月20日 | Good Life (feat. Stamp) [Recorded in the Red Bull Music Studios Tokyo]                 |
| 2020年07月17日 | Vent                                                                                   |
| 2020年09月25日 | Don't Be Someone Else                                                                  |
| 2020年12月18日 | Chemical Heart (feat. Masato from coldrain)                                            |
| 2021年01月22日 | Hallelujah                                                                             |
| 2021年07月28日 | Summertime EP                                                                          |
| 2022年02月18日 | Rhythm of Your Heart                                                                   |
| 2022年04月29日 | Happy Sad                                                                              |
| 2023年11月10日 | Kiss Me, Winter                                                                        |
| 2024年01月09日 | Showdown                                                                               |
| 2024年06月26日 | Touhikou                                                                               |
| 2024年08月09日 | Liberty (feat. ODD Foot Works) [Re-Recorded]                                           |

### ライブアルバム
|     | 発売日         | タイトル                                                               | 規格                   |
| --- | -------------- | ---------------------------------------------------------------------- | ---------------------- |
| 1st | 2019年01月25日 | Current Location Concert - SKY CIRCUS Sunshine60 Observatory Session - | デジタル・ダウンロード |

### 未リリース曲
「Crying with No Sound」
2023年にLINE CUBE SHIBUYAにて開催されたライブ「Painting The Town」にて初披露された。また、同ライブの数量限定チケットに付属したライブCDにライブ音源が収録されている。
「Kiss Me, Winter -unplugged session-」
「crewsing」
2024年にZepp Shinjukuにて開催されたライブ「fino crewsing」にて披露された。同ライブの前夜祭で約1時間で製作された楽曲。

### 参加作品
| 発売日         | タイトル                             | アーティスト         | 初収録作                                           |
| -------------- | ------------------------------------ | -------------------- | -------------------------------------------------- |
| 2011年5月11日  | She's The Only One Who Makes Me Rash | FIVE NEW OLD         | V.A.『ZEST FOR LIVING Vol.01』                     |
| 2012年12月14日 | Santa Claus Is Coming To Town        | FIVE NEW OLD         | V.A.『A SANTA CAUSES -It's A Pop Rock Christmas-』 |
| 2013年3月20日  | LIGHTS AND VAGRANT                   | FIVE NEW OLD         | V.A.『MAYDIE!!』                                   |
| 2022年4月7日   | I Wanna Be Your Lover                | 許魏洲・FIVE NEW OLD | 配信シングル「I Wanna Be Your Lover」              |

### 楽曲提供等
| 発売日         | タイトル                                          | アーティスト         | 担当       | 初収録作                              | 脚注                     |
| -------------- | ------------------------------------------------- | -------------------- | ---------- | ------------------------------------- | ------------------------ |
| 2019年3月20日  | Stay who you are                                  | みゆはん             | 作曲       | アルバム『闇鍋』                      | [ 85 ]                   |
| 2020年6月10日  | Run                                               | FlowBack             | 作曲       | EP『Connect』                         | [ 86 ]                   |
| 2022年1月5日   | Takes Two                                         | SixTONES             | 作曲       | アルバム『CITY』                      | [ 87 ]                   |
| 2022年4月7日   | I Wanna Be Your Lover                             | 許魏洲・FIVE NEW OLD | 作曲       | 配信シングル「I Wanna Be Your Lover」 | [ 注釈 3 ] [ 88 ] [ 89 ] |
| 2023年         | HALL TOUR 2023 "TRIANGLE" オープニングSE          | DISH//               | 作曲       |                                       | [ 90 ]                   |
| 2024年4月10日  | SUPERBLOOM feat. 日向ハル(フィロソフィーのダンス) | 月刊偶像             | 作曲       | 配信シングル「SUPERBLOOM」            | [ 91 ]                   |
| 2024年10月30日 | Another Love                                      | all at once          | 作曲       | 配信シングル「Another Love」          | [ 92 ]                   |
| 2024年11月20日 | 揺れるピアス                                      | がらり               | 編曲、演奏 | アルバム『手のひら望遠鏡』            | [ 93 ]                   |

## タイアップ一覧
| 使用年 | 曲名                    | タイアップ                                                                           |
| ------ | ----------------------- | ------------------------------------------------------------------------------------ |
| 2016年 | Ghost In My Place       | 関西テレビ『ミュージャック』6月度エンディングテーマ                                  |
| 2016年 | Ghost In My Place       | FM-PIPI「夜も！最高気音！！」6月度エンディングテーマ                                 |
| 2018年 | Gateway                 | JAL「JAL ネクストアスリート」CMソング                                                |
| 2018年 | Sunshine                | Amazon「Amazon Music Unlimited」キャンペーンソング                                   |
| 2018年 | Gotta Find A Light      | テレビ愛知「a-NN♪」10月度エンディングテーマ                                          |
| 2019年 | Don't Try To Be Perfect | ムラサキスポーツ「BIKINI COLLECTION2019」イメージソング                              |
| 2021年 | Light Of Hope           | ECCジュニア CMソング                                                                 |
| 2021年 | Hallelujah              | ABCテレビ ドラマL「3Bの恋人 絶対に付き合ってはいけない男たちとの危険な恋物語」主題歌 |
| 2021年 | Summertime              | コーセー「サンカット® プロディフェンス」CMソング                                     |
| 2021年 | Breathin'               | アサヒグループ食品「ミンティア」CMソング                                             |
| 2021年 | Rhythm of Your Heart    | 三菱ケミカル CMソング                                                                |
| 2022年 | Nowhere                 | NFTアート発アニメ化プロジェクト"Zombie Zoo"テーマ・ソング                            |
| 2023年 | Trickster               | テレビアニメ「HIGH CARD」オープニングテーマ                                          |
| 2023年 | Kiss Me, Winter         | 「さっぽろホワイトイルミネーション2023」 コラボレートミュージック                    |
| 2023年 | Kiss Me, Winter         | Fm yokohama 84.7 Winter Campaign 2023 “Hot Winter Magic”キャンペーンソング           |
| 2024年 | Showdown                | テレビアニメ「HIGH CARD」season 2 オープニングテーマ                                 |

## 動画

### その他
| 公開日                                   | タイトル                                                                                 |
| ---------------------------------------- | ---------------------------------------------------------------------------------------- |
| 2015/10/10                               | LISLE'S NEON Tour 2015 Video 1                                                           |
| 2017/08/10                               | Hole 【YouTube Music Sessions】                                                          |
| 2017/08/10                               | The Dream 【YouTube Music Sessions】                                                     |
| 2017/10/06                               | Not Too Late, Liar 【GEAR GEEK SESSIONS vol.1】                                          |
| 2017/12/15                               | Dance with Misery 【Red Bull Music Festival Tokyo Studio Live】                          |
| 2018/02/01                               | SONAR MUSIC SPECIAL INVITATION VOL.1 feat. FIVE NEW OLD @ YouTube Space Tokyo 【Digest】 |
| 2018/02/10                               | Too Much Is Never Enough Tour at 新代田FEVER 20180204                                    |
| 2018/06/01                               | Sunshine ［Live at SHIBUYA WWW / 2018.4.14］                                             |
| 2018/06/15                               | footage from TMINE Tour extra show in Thailand                                           |
| 2018/08/24                               | I Want It That Way (cover)                                                               |
| 2018/10/18                               | Stay (Want You Mine) 【Silent Live at SKY CIRCUS Sunshine60 Observatory】                |
| 2018/10/18                               | Gotta Find A Light 【Silent Live at SKY CIRCUS Sunshine60 Observatory】                  |
| 2018/10/18                               | P.O.M 【Silent Live at SKY CIRCUS Sunshine60 Observatory】                               |
| 2018/10/26                               | Rolling In The Deep (cover)                                                              |
| 2019/01/10                               | By Your Side 【 Live at EBISU LIQUIDROOM / 2018.11.18 】                                 |
| 2019/04/18                               | Better Man 【360° Degree Video, Live at Red Bull Music Studios Tokyo】                   |
| 2019/07/11                               | Sugar (cover)                                                                            |
| 2019/07/30                               | Please Please Please 【ASIA TOUR 2019 / 2019.5.25 at MYNAVI BLITZ AKASAKA】              |
| 2019/09/11                               | What's Gonna Be? 【Live Video】                                                          |
| 2019/11/12                               | Current Location Concert ［Red Bull Music Studios Tokyo POP-UP in Shibuya］              |
| 2019/12/31                               | footage from "Emulsification" TOUR FINAL at EX THEATER ROPPONGI                          |
| 2020/09/04                               | In/Out 【Current Location Concert -Living Room Session-】                                |
| 2020/10/01                               | Liberty 【Current Location Concert -Tokyo Bayside Rooftop Session-】                     |
| 2020/10/16                               | Don't Be Someone Else【Rhythm Section Play Through】                                     |
| 2020/12/25                               | Chemical Heart 【-Toy Session ver.- at Fino Studio Tokyo】                               |
| 2021/02/19                               | "Hallelujah" CURRENT LOCATION CONCERT -TAKIBI Acoustic Sessions(ASMR)-                   |
| 2021/06/08                               | Don't Be Someone Else 【Live at EX THEATER ROPPONGI】& Behind the scenes                 |
| 2021/06/21                               | Sleep in Till The Afternoon【Live at Zepp Namba】Official Pro shot                       |
| 2021/07/16                               | Full Live【Live at YouTube Music Weekend vol.3】                                         |
| 2021/08/02                               | Summertime (Behind The Scenes Of Making Music Video)                                     |
| 2021/08/13                               | Magic【Live at Billboard Live YOKOHAMA 2021.01.17】                                      |
| 2021/10/02                               | Breathin' / Undercover 【 Live at OSAKA BIGCAT 2021.7.23】                               |
| 2021/11/01                               | Light Of Hope 【 Live at Billboard Live YOKOHAMA 】                                      |
| 2021/11/11                               | Chemical Heart 【 Live at YOKOHAMA BAY HALL 】                                           |
| 2021/11/18                               | The Dream 【 Live at Billboard Live OSAKA 】                                             |
| 2021/12/23                               | How To Take My Heart Out 【Current Location Concert - Garage Session -】                 |
| 2021/12/27                               | Liar / Moment【 Live at Zepp DiverCity(TOKYO) - "5 will give you 10(+1)" 2021.10.27 】   |
| 2021/12/31                               | Summertime (Tie-Dye Chill Mix)【 Live at Billboard Live OSAKA 】                         |
| 2022/04/11                               | ASIA TOUR 2019 / 2019.5.25 at MYNAVI BLITZ AKASAKA (YouTube Edit)                        |
| 2022/05/19                               | Vent / CLAPPERBOARD                                                                      |
| 2022/07/15                               | Happy Sad【 Live at Zepp DiverCity(TOKYO) / 2022.05.27 】                                |
| 2022/10/31                               | NEW ALBUM 「Departure : My New Me」徹底解剖スペシャル／MC: #三原勇希                     |
| 2022/11/26                               | Perfect Vacation & Please Please Please【 Live at Billboard Live OSAKA 】                |
| 2023/04/20                               | FREE LIVE 2023 ”FREEK SHOW” at TOKYO                                                     |
| - Live at LINE CUBE SHIBUYA / 2023.07.02 |                                                                                          |
| 2023/10/07                               | Summertime【 Live at LINE CUBE SHIBUYA / 2023.07.02 】                                   |
| 2023/11/03                               | What`s Gonna Be? 【Live at LINE CUBE SHIBUYA / 2023.07.02 】                             |
| 2023/12/01                               | LNLY【 Live at LINE CUBE SHIBUYA / 2023.07.02 】                                         |
| 2024/03/01                               | Trickster【 Live at LINE CUBE SHIBUYA / 2023.07.02 】                                    |
| 2024/04/05                               | One By One【 Live at LINE CUBE SHIBUYA / 2023.07.02 】                                   |
| 2024/05/03                               | Breathin’【 Live at LINE CUBE SHIBUYA / 2023.07.02 】                                    |
| 2024/06/07                               | Hole【 Live at LINE CUBE SHIBUYA / 2023.07.02 】                                         |
| - Fino-LOG                               |                                                                                          |
| 2022/09/25                               | #01 (Season01/Departure : My New Me ver.)                                                |
| 2022/10/01                               | #02 (Season01/ 札幌・楽器店巡り編)                                                       |
| 2022/10/23                               | #03 (Season01/ TV 収録の裏側 編)                                                         |
| 2022/10/28                               | #04 (Season01/ ライブの裏側 編)                                                          |
| 2022/11/05                               | #05 (Season01/ ツアーゲネ＆初日・福岡 編)                                                |
| 2022/12/11                               | #06 (Season01/ メンバー手作りグッズ製作 編)                                              |
| 2023/02/24                               | #07 (Season01/ HIROSHI・弾き語り初ワンマン密着 編)                                       |
| 2023/08/15                               | #08 (Season01/ Trickster MV撮影 オフショット編)                                          |
| 2023/10/16                               | #09 (Season01/ 上海公演・密着編)                                                         |
| 2024/10/08                               | #10 (Season01/ DJ体験編)                                                                 |

## メディア出演

### ラジオ番組
- MUSIK BARISTA（2024年4月1日-2025年3月24日、AIR-G'（FM北海道））毎週月曜日20時～21時30分[110][111]
- FiNO LaBO（2025年5月29日・6月26日・7月31日・8月28日・9月25日 KissFM KOBE）11:30～11:55 - HIROSHI & WATARU 出演[112]

### 配信番組
- WASIRADIO（2022年2月6日～2024年12月24日 - 、Spotify） - ポッドキャスト番組。- HIROSHI & WATARU 出演
- Happ Happ（2025年5月11日～ - Spotify） - ポッドキャスト番組。- HIROSHI & さわち＆ルイ 出演
- 木10（#MOKUJYU） - Instagram Live番組。毎週木曜日22時頃配信 - HAYATO 出演

### その他
- FENNEL CUP vol.3 MATCH4 CHAMPION - TEAM10 HIROSHI 参戦